# 陕甘宁留守兵团
陝甘寧留守兵團為八路軍留守在陕甘宁边区的部隊。机关驻地延安北关云梯山和云梦山之间的山沟（今称延中沟）。

## 陕甘宁留守兵团历史
1937年8月25日，中共中央革命军事委员会决定，八路军主力奔赴前线抗日，八路军第一一五师炮兵营、辎重营，第一二○师第三五九旅第七一八团、特务营、工兵营、炮兵营、辎重营，第一二九师第三八五旅旅部和第七七○团、特务营、工兵营、炮兵营、辎重营，共9000余人，留守陕甘宁边区。南京国民政府委任萧劲光为八路军后方留守处主任。1937年10月2日中央军委《关于陕北红军改编和各部驻防的决定》，在边区的部队有9000多人（括号中为1955年军衔）。国民政府军事委员会将陕甘宁边(特)区所辖18个县和已划定由八路军驻防的绥德、米脂、葭县、吴堡、清涧五县警备区划为八路军的募补区。1938年春，国民政府军事委员会又将镇原等3县划为八路军募补区。
中共中央革命军事委员会1937年11月2日关于留守部队改编的指示，除第三八五旅旅部和第七七○团外，其余部队统一改编成警备第一至八团和独立营、骑兵营，各团一律恢复政治处、供给处、卫生处及营建制：
- 八路军后方留守处，蕭勁光为主任。驻延安北门外山腰窑洞。
- 八路军后方政治部领导各留守部队的政治工作，主任莫文骅。
- 直属特务团（八路军总部炮兵团与129师辎重营合编）：团长刘国祯，政委： 袁光（少将）
- 骑兵独立营（1938年3月扩编为直属骑兵团）：团长孔令甫（少将），政委康健民（少将）、马泽迎、钟文涛。驻防靖边一带
- 鄜甘独立营（1937年11月由第129师辎重营改编）
- 东地区留守处：主任陈伯钧，副主任陈先瑞。驻洛川。辖区有神木、府谷、靖边、安定县、志丹、肤施、甘泉、鄜县、洛川。以八路军第一二〇师留守部队为主。
  - 警备第1团（第120师辎重、炮兵营编成）团长贺晋年（少将） 政委钟汉华（中将）、罗志敏。驻防米脂、绥德。
  - 警备第4团（第115师辎重、炮兵营编）团长陈先瑞（兼） 政委罗志敏。辖2个营。
  - 警备第8团（第120师第359旅718团改，前身红三十二军第九十四师；平山獨立團改為718團隶属第359旅）团长文年生（中将） 政委帅荣（少将）
  - 警备第5团（第120师特务营编）团长白志文（少将） 政委李宗贵（少将）。驻延安，担负延安地区的部分防务和警卫兵团机关。
  - 警备第6团（第120师工兵营编，前身为陕北神府红军）团长王兆相（少将） 政委张达志（中将）
- 西地区留守处：第三八五旅旅部兼。旅长兼主任王宏坤\王维舟，旅政委兼副主任王维舟\甘渭汉，参谋长耿飚，政治部主任苏精诚、方强、谢扶民，政治部副主任谢扶民。驻正宁。定边、盐池、环县、庆阳、合水、正宁、旬邑、淳化县。以八路军第一二九师留守部队为主。1941年全旅共4655人，各种枪2360余支。
  - 警备第2团（第129师特务营编）团长周球保 （中将） 政委甘渭汉（中将）
  - 警备第3团（第129师炮兵营编）团长阎红彦（上将） 政委杜平（中将）
  - 警备第7团（第129师工兵营编）团长尹国赤（1940年病故）/袁渊，政委周芝光（少将）/刘随春
  - 第770团：团长张才千（中将） 政委肖元礼（少将） ，副团长曾广泰。

1937年11月8日，日军攻占太原，黄河河防形势紧急。当日，中央军委决定成立陕北绥、米、葭、吴、清五县警备司令部、两延（延川、延长）、神府河防司令部；萧劲光兼河防总指挥，呈报国民政府军事委员会加委，但未获委任。河防总指挥部实际上由军委参谋部一局（作战局）兼。1937年11月17日毛泽东、萧劲光致电八路军第一二○师师长贺龙、副师长萧克、政委兼政治部主任关向应、政治部副主任甘泗淇，警备第六团团长王兆相、团政委孙超群，称“巩固河防为目前紧迫任务”，并部署河防：
- 五县警备区/五县警备司令部：防区为从河口到佳县。以七一八团及警备三团为河防部队。司令部陈奇涵。当时八路军驻防绥德、米脂、吴堡、清涧、葭县等五县，但县政府与行政体系属于国民党控制。八路军在绥德城设立绥、米、葭、吴、清五县警备司令部（即五县警备区），在警备司令部秘密设立中共绥德特委，对外称司令部民运科。相继在五县的八路军部队中秘密建立或设立各县委，对外称驻军民运股。警八团(原三五九旅七一八团)驻米脂，守备大会坪（佳县城北10公里处）、螅蜊峪、宋家川、李家沟（今属吴堡县寇家塬镇）、丁家畔（今属吴堡县岔上镇）、康家塔（今吴堡县宋家川镇康家塌村）、枣林坪等渡口。警三团驻清涧，守备河口（今属清涧县高杰村镇）、界首（今属绥德县定仙墕镇）、枣林坪(不含)等渡口。
- 两延河防司令部：防区从临真河以北到清涧之河口，何长工任司令员。以警备五团为河防部队。警四团驻永坪地区，以一个营兵力守备延水关、高家畔渡口。警五团驻延长，守备凉水岸、马斗关（也称马头关、马渡关，属罗子山乡）、清水关（今属延川县乾坤湾镇）等渡口。
- 尚府区河防司令部：防区从佳县到马镇。以尚府保安营任河防部队。尚府分区司令员黄罗斌。后警六团驻神府地区，守卫葭县北，万户峪、沙峁、盘塘（今属马镇）、马镇、贺家堡（今属府谷县武家庄镇）等渡口。司令部王兆相。

1937年底共15514人，各种枪支9000余。1937年12月在延安举行了“后方各留守兵团”军政首长会议。此时留守部队的状况是：来自红军三个方面军与陕北红军，大部分任事在残酷革命战争环境中成长起来的；排以上干部都经过战斗考验，平均每人负伤两次；战士大部分有3年军龄；党员比例大；但部队组织不健全、机构不统一、编制装备参差不齐、纪律涣散、军容风纪不整、游击习气浓厚、执行命令不坚决；本部队生长干部与外来干部之间、同级干部之间、上下级干部之间都存在着不团结的现象；部分干部战士对把红军改编到国民党军队的统一序列中去接受不了，战士中开小差的现象时有发生；八路军主力东进以后，一部分干部战士不安心后方工作，要求上前线。萧劲光在会议上提出要“热爱延安”、“任务重于生命”。确定以政治、军事、文化和党的工作为留守部队的四大工作。
1938年1月18日中央军委关于军委参谋部与留守处工作人员配备的电令第六项：“以萧劲光为八路军后方留守处主任兼河防指挥员。”张元寿兼任供给处长，邱会作兼任供给处副处长；孙仪之兼任卫生处处长，饶正锡兼卫生处副处长，易秀湘兼卫生处政委；毕占云为参谋处长，曹里怀为参谋处副处长兼作战科长。改变了由军委参谋部一局（作战局）兼留守处军事工作的情形，另组留守处参谋处，同军委参谋部一局分开办公。1938年1月28日毛泽东、谭政《关于撤销五县警备区政治部给陈（奇涵）、张（际春）等的指示》中：“河防部队政治工作由后方政治部直接领导”。1938年1月28日毛泽东、谭政致朱德等电称“调莫文华（骅）为后方政治部主任”。此前莫文骅任抗日军政大学政治部主任。这说明在八路军内部，莫文骅的职务是后方政治部主任而不是所谓的留守兵团政治部主任。1938年2月28日，莫文骅到任八路军后方政治部主任。直至1939年秋，后方政治部开始归八路军政治部领导；军委总政治部成立后归其直接领导。后方政治部与后方留守处、河防司令部是平行关系，而非隶属关系。后方政治部出版了《烽火报》和《烽火副刊》，创办了烽火剧团。
1938年2月中旬，侵占山西的日军为配合徐州会战，日军第20师团南下进攻临汾、运城、风陵渡；日军第109师团沿汾离公路西犯，2月27日攻占柳林以西之军渡、碛口，以猛烈炮火轰击黄河西岸的八路军河防阵地；日军驻大同的第26师团及伪军1万余人五路围攻晋西北抗日根据地，相继占领宁武、神池、偏关、河曲、保德、五寨、岢岚等县。八路军留守部队调警三团率2个北调接管佳县至碛口的河防，警八团集中于宋家川河防，警一团集结于绥德与吴堡县之间的义合镇附近待机。中央军委指示把河防分为六个防区：
- 第一河防区：河合村（马镇以南面对岚漪河口）至大会坪（佳县城北10公里处）。由陕甘宁边区保安司令部神府分区司令员黄罗斌指挥。
- 第二河防区：大会坪（佳县城北10公里处）至丁桥畔（碛口对面，今属吴堡县岔上镇）。由警一团团长贺晋年指挥。
- 第三河防区：丁桥畔至沟口，为军渡对面。由警八团团长文年生指挥。
- 第四河防区：沟口至河口（今属清涧县高杰村镇）。由警三团团长阎红彦指挥。
- 第五河防区：河口至马头关（属罗子山乡）。由警五团团长白志文指挥。
- 第六河防区：马头关至凉水岸。由警四团团长陈先瑞指挥。

其中，第一至第四河防区统由五县警备司令陈奇涵指挥；第五、第六河防区由白志文指挥。3月2日，日军200余人渡河占领府谷县城。1938年3月13日，日军第26师团2000余人，附炮20门，携带渡河器材，进抵陕西省府谷河防对岸，首先炮击西岸河防阵地，尔后在10架飞机掩护下，开始强渡黄河。八路军警备第6团一部及神府分区地方部队，在日军半渡时，以猛烈火力突然予以还击，并分兵一部东渡黄河，袭击渡河日军侧背。日军不支被迫撤退。此战，毙伤日军140余人，缴枪10余支。
1938年3月，由于日军开始对边区河防发起进攻，为了统一边区部队的指挥，增强河防力量，中共中央革命军事委员会决定将边区保安司令部（高岗为司令员）及所属关中、庆环、三边、神府军分区及地方部队共4100人划归后方留守处指挥：
- 三边分区辖靖边、定边、安边、盐池、环县、保安县
- 五县警备区
- 神府区
- 陇东分区：曲子、庆阳、合水、镇原
- 关中分区：
- 直属区：安定县、延长、延川、延安、甘富县、宜红县。

1938年7月在延安举行了“第八路军后方各留守兵团暨边区保安部队第二次军政首长会议”。萧劲光在会议上提出了“生产、学习”的口号。颁布了“建立正规军队制度的各种草案”，其中有“报告制度草则”、“建立汇报制度大纲”、“司令部工作报告大纲”、“平时起居时间规定”、“值班制度规定”、“关于干部提升及调动的规定”等。
1938年7月2日，军委炮兵团编入后方留守处，10月，炮兵团与鄜甘独立营合编为特务团，刘国祯任团长，袁光任政治委员。 
1938年10月23日朱德呈“委员长蒋”电称，“陕北河防，现由八路军留守部队八个团计两万人担任，……有千里之长，统由八路军留守主任萧劲光指挥，并受第二战区节制，请正式加委该员为河防司令或警备司令，以专责任”。
1938年11月20日，中共中央革命军事委员会、中共陕甘宁边区委员会、陕甘宁边区保安司令部作出了《关于扩大第八路军留守部队的决定》，要求2个月内扩大5000名新兵补充到留守部队。
1938年12月，在各留守部队党代表大会上，萧劲光提出了“以战斗的姿态加紧生产”的口号，要求把生产作为部队的一项经常性任务来抓。从此，全体干部战士积极开荒种菜、养猪、打草鞋、纺毛线、织布等，很快改善了伙食，增加了军服、日用品等的供应。
1938年12月至1939年10月，国方制造摩擦事件151起。
1939年1月15日《八路军军政杂志》创刊号刊有萧劲光《八路军留守兵团的生产运动》：“留守兵团在七月间，举行了各兵团军政首长会议，决定开展生产运动之后，接着又由总留守处与后方政治部电令各兵团，执行下列工作”。1939年3月《八路军军政杂志》第三期刊登谭政（军委总政治部副主任）《检查工作总结》称：“边区八路军部队，负了河防、边防，维持地方秩序，与巩固前后方联络等重大任务，……关于整个留守兵团的工作检查，八路军后方留守处及河边防司令部与政治部的同志们，正在进行”。
日军自1939年起采取“进攻西北，扫荡华北”的方针，对国民政府采取政治诱降为主，军事打击为辅策略;发动从晋西进犯黄河企图攻入陕北的作战方针。1939年1月初，日军3000余人分三路进犯延川以南河防，被警备五团击退。1939年5月上旬，日军1.5万余人攻占晋西柳林、军渡、孟门、碛口，炮击河西的陕北吴堡县宋家川，南路2000余人犯马头关、凉水岸渡口被河防部队击退。1939年9月5日，日军3000余人重占军渡，炮击河西。陕甘宁边区处于日军直接进攻的严重威胁之下，急需加强防御兵力和实施统一指挥对敌。
1939年1月召开的国民党五届五中全会上，蒋介石明确提出了“限共、溶共、反共”的对共政策。随后秘密在党政军系统颁发《防限异党活动办法》、《共党问题处置办法》等方针政策文件。1939年3月26日第八战区司令长官兼甘肃省主席朱绍良电呈蒋介石：陇东形势日趋严重，交涉已无途径，为谋妥善解决，提请如下办法：一、设法调防；二、八路军如反抗调防，则以武力制裁；三、如调防暂难实施，则由专署径令保安队予以相当打击，再由省府收拾。朱的呈案受到了蒋介石和孔祥熙的一致肯定。1939年4月8日晚，国民党甘肃省“三区保安司令部特务队将镇原屯子镇、中原镇、平泉镇等处八路军工作人员先后捕获”。4月24日，镇原县长邹介民率领保安队开枪截击八路军护送由西安领来之军饷三千元等物，并击伤一人。对于陇东当局之挑衅行为，陕甘宁边区陇东办事处认为必须采取反攻的防守方式，并令八路军后方留守处向甘肃省政府、西峰镇的第三行政督察专署提出严重抗议。当时驻守镇原县城的八路军仅有三八五旅七七零团第三营。当闻知国民党军调防消息后，该营即闭城自卫，严密布防。留守城内的国民党保安队于4月25日举行暴动，八路军第三营部队果断出击，迅速将其制服，并坚守城池，以待交涉。国民党宁县县长方振武亦借机发难，一再要求八路军驻军退出宁县。蒋介石于1939年4月28日密令甘肃省政府称：对于八路军“谋割据把持”之企图，应严加防制。根据蒋的指示，甘肃省政府于1939年4月抄发给各县的“消极防制办法”中明确规定：各地党部及军政机关对于共产党之各种活动，应采取严格防制政策，不可放弃职守，纵然因此发生摩擦，亦不应有所避忌。在遭到八路军拒绝后，1939年4月29日，方振武率七百余人夜袭八路军警备七团汪营，汪营奋起自卫，国民党军被击溃。虽然预伏在城外的国民党军乘势攻城，无奈八路军坚守阵地，闭城自卫，宁县局势遂呈胶着状态。镇宁事件发生后，八路军三八五旅旅长王维舟向钟竟成发出警告。朱绍良令钟竟成负责交涉。钟竟成提出两点建议：一是“双方停止军事行动，听候双方派员解决，一切恢复事变前之状态”；二是“撤除一切战时戒备，开放城禁，准许公务员自由出入县府。所需食品、饮料得自由购置”。对于上述建议，八路军三八五旅司令部、政治部负责人表示原则上接受。1939年5月中旬，朱绍良派其代表谭季纯与八路军代表王观澜进行交涉。谈判中双方虽拟订了初步办法，但由于国民党军拒不执行，并于5月14日、15日又向八路军开炮射击，致使谈判陷于僵局。后来，双方代表于6月29日在庆阳驿马关签订了《镇、宁两县事件初步解决办法》，第一次陇东事件暂告停歇。
从1939年5月，胡宗南部、朱绍良部开始构筑对陕甘宁边区的封锁线。1939年5月国民党保安队两个团进攻驻旬邑城八路军关中分区保安独立第一营，杀害医院重伤员17人。安定县保安队袭击警备四团七连，打死连长等8人。
1939年5月召开留守部队军事会议，在各试行草案的基础上，进一步颁布了《内务条令》、《纪律条令》和《参谋工作条例》等。为推广这些制度和原则，开设了骨干训练班、射手训练班和参谋训练班，形成了学军事的热潮。1939年5月开设八路军留守部队防毒训练班，主任兼教员罗钰如。
1939年6月7日中央书记处会议，毛泽东指出：“日军（对河防）的进攻恐会给蒋介石造成借口，即为对付日军而占领陕甘宁边区的企图。河防必须坚守.......延安应开会做必要的军事布置。”
针对国民党顽固派消极抗日，积极反共的行为，1939年7月中共中央向全国人民提出“坚持抗战、反对投降，坚持团结、反对分裂，坚持进步、反对倒退”的三大政治口号。
1939年春夏，中共中央和中央军委决定冲破国民党的束缚，积极自主扩大抗日部队：一二〇师主力在冀中地区先后成立了独立第一、二旅和晋西北的“彭绍辉三五八旅”；晋察冀军区成立了“冀热察挺进军”；一一五师在鲁西成立杨勇独立旅；八路军山东纵队在鲁中、鲁西、胶东分别成立第一、二、三军区；徐向前在山东成立八路军第一纵队；一二九师各旅、纵队亦均扩编。在上述形势下，1939年8月中央军委正式决定将后方留守处与后方政治部等统一领导，成立了八路军留守兵团，但对外仍称后方留守处。以原后方留守处为兵团司令部，原后方政治部编为兵团政治部。萧劲光任兵团司令员（12月兼政治委员）。
- 参谋长曹里怀
- 政治部主任莫文骅（1938.2.28-1942.9）/方强（1942.9.15任副政委兼政治部主任）
  - 组织部长吴光远，副部长苏启胜
  - 宣传教育部长李兆炳/张正光，副部长张正光
  - 民运指导部长马豫章，副部长李芳远
  - 锄奸部部长丁荣昌
  - 联络部部长徐彬如
  - 总务处处长沈盛发
  - 军法处处长莫文骅兼，副处长沈盛发
  - 巡视团主任丁荣昌（兼）
  - 机关政治协理员：宋文
  - 烽火剧团团长：翟强
  - 部队艺术学校：校长莫文骅兼，政委萧元礼/刘禄长，副校长兼教务主任王震之
  - 文艺工作团（1942.11.19部队艺术学校与剧团合编）：团长王震之，副团长翟强
  - 直属政治处主任刘禄长
  - 军政研究班主任萧元礼

1939年8月7日，毛泽东致电八路军前总和一二〇师：为粉碎国民党反共阴谋，巩固陕甘宁边区，加强河防，准备应付突然，着第三五九旅即由恒山地区开赴绥德、米脂、吴堡、清涧地区，巩固绥德警备区；第一二〇师冀中部队移至晋察冀边区待机；令留守兵团调整陕甘宁边区的防御部署，增强关中地区兵力，成立关中警备司令部，以加强反顽作战指挥。8月8日，一二〇师师长贺龙指示正在恒山地区的三五九旅立即准备开赴绥德，留一部分部队组成雁北支队，坚持恒山地区的斗争。同时决定，5个支队留冀中，坚持平原游击战，一二〇师主力部队分为两个梯队向晋察冀边区转移。8月12日，毛泽东致电朱德、彭德怀、贺龙、关向应等：为巩固边区与河防并准备将来万一起见，我兵力应有一部调动。望速准备从一二〇师抽调有战斗力的一个旅(如王震旅)到绥、米、葭、吴之线，一二〇师师部及冀中所属部队移到现在王旅位置，并准备师部再移至晋西北原地，以利指挥。8月17日朱德彭德怀复电：王旅未到前，如河防十分空虚，可先调晋西北之七一四团就近开进绥、米；并建议一二〇师师部暂不移回晋西北，该地给养困难，政治似亦不宜发展与整编新部队；目前，在平西山地似较妥；并提醒，王旅约7000余人到绥、米后，经费粮食后方是否有办法。8月21日毛泽东复电肯定了“一二〇师师部暂在平西，准备将来必要时转移到晋西北”的建议，但坚持“王震旅以调两个充实团到陕北为宜，其余可后调”，“经费可由中央开支”。9月4日，朱德、彭德怀致电聂荣臻、贺龙、关向应：为防止敌渡河及顽固分子扰乱，即令第三五九旅两个充实团直开陕西吴(堡)、绥(德)、米(脂)地域。9月8日，王震奉命率三五九旅主力自恒山地区出发，七一七团自灵丘地区出发。9月底三五九旅主力进抵黄河东岸。10月1日，毛泽东、王稼祥和滕代远致电朱德、彭德怀，告知王震旅已接近河防，即日过黄河，请向阎锡山发一电，告一二〇师一部为巩固河防与休整部队，开至陕北河防区域，向其备案。经过27天行军，行程1500多里，途经15个县，三五九旅第一梯队于10月6日到达绥德。10月10日，中央军委致电王震并告朱德、贺龙等：为便于统一指挥，决定第三五九旅驻(绥德)五县警备区部队归萧劲光指挥，其建制仍属一二〇师。10月19日，中央军委任命王震兼任绥德警备区司令员，原司令员陈奇涵调任中央军委参谋部部长。10月31日，三五九旅第二梯队到达绥德警备区河防驻地。三五九旅主力西渡黄河基本完成。警备第一团移防三边，接替警备第二团防务，警备第二团移防陇东。1940年4月，雁北支队和第四支队先后到达陕甘宁边区归建第三五九旅。1941年8月，雁北支队改编为第三五九旅特务团，第四支队改编为第三五九旅补训团。至1941年年底，第三五九旅辖第七一七团团长陈外欧，政治委员晏福生；第七一八团团长陈宗尧，政治委员左齐；第七一九团团长张仲翰，政治委员曾涤；特务团团长徐国贤，政治委员谭文邦；补训团团长苏鳌，政治委员龙炳初。全旅兵力10325人，各种枪近4200支。 
1939年9月，国民政府突然停发八路军军饷。中国共产党被迫发动了大生产运动。9月16日，毛泽东答记者问时对国民党军队进攻解放区提出严重抗议。明确宣布中共和人民军队实行“人不犯我，我不犯人；人若犯我，我必犯人”的自卫原则。
1939年11月11日，截获天水行营发出的密令：“十八集团军擅委河防司令、警备司令，应明令撤销，另由中央派员充任河防司令，担任自宜川经延长、延川、清涧、绥德、吴堡、葭县、神木、府谷一带之河防任务……军事方面如陕北由清涧河以北之河防也应否改派其他国军接替，亦希权宜负责办理。”1939年12月上旬，阎锡山旧军向山西新军发起大规模进攻，即晋西事变。1939年12月10日，发生第二次陇东事件（宁县事变），宁县县长方振武命令县保安队同第九十七师第一团一部袭击八路军驻宁县县城的罗营部队，西峰专署亦派保安队三个中队、军士队一个分队连夜开赴宁县增援。八路军因人数较少，寡不敌众，被迫退出宁县。在宁县事变的刺激下，12月14日，镇原县县长邹介民率县保安大队向八路军驻军王营发起攻击，受到王营的猛烈反击，县保安大队被迅速击溃。后来国民党增援，因敌我力量悬殊，“王营又以伤亡甚大，突围出城”。国军又袭击八路军第三八五旅驻西峰办事处。国军以武力夺占镇原、正宁、宁县等城镇。接着，陇东马渠、孟琪、赤城等地的国军先后袭击八路军，捕杀共产党员和抗日军民，集结大批军队于陇东及其附近地区，伺机对延安发动军事进攻。八路军驻陇东三八五旅即函电交涉，并对国民党地方当局制造摩擦、破坏团结之行为提出严正抗议。在陕甘宁边区北边，绥德保安队也进攻八路军。1939年12月25日，朱德、彭德怀等联名通电国民党西北军政当局，严厉斥责其种种不法行为。
为应对即将来临的威胁，边区政府在1939年12月动员青壮年1710人入伍，补充留守部队和保安部队不久，再扩兵2690人。1939年12月以绥德警备区司令部为基础，成立警备第一旅，文年生任旅长，阎红彦任政治委员，欧阳家祥任参谋长。旅辖警备第三、第八团，调防关中地区。
1940年1月开设留守兵团军政干部研究班，对营职以上干部实施比较有系统的军事、政治教育。教育主任罗钰如。留守兵团司令部、政治部分别颁发《上半年军事教育计划大纲》和《上半年宣传教育工作计划》,对举办军政干部研究班起到了促进和推动作用。
至1940年，留守兵团共有3.1万人。 
1941年5月至8月，边区保安司令部的10个保安大队整编为5个保安团。至1941年，留守兵团所属部队（含代管），计有3个旅部、20个团和10个独立营，共31777人。 

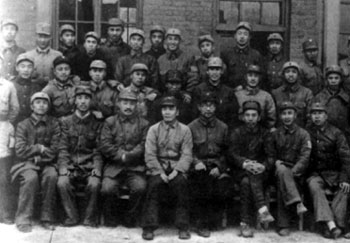
1942年，肖劲光在陕甘宁晋绥联防军司令部前排左三起：贺龙、谭政、肖劲光、王震、张经武、甘泗淇、苏进。

1942年5月29日成立边区留守兵团学习委员会：
- 主任肖劲光
- 副主任方强
- 秘书长莫文骅
- 秘书处主任李兆炳
- 秘书处副主任李郁文
- 委员肖劲光、方强、张经武、莫文骅、曹里怀、王震、王世泰、陈伯钧、吕振球

1942年10月19日至1943年1月14日召开的西北局高干会，对留守兵团与西北局、边区政府、群众的军党关系、军政关系、军民关系做了整肃。批评留守兵团不尊重西北局和地方政府,有闹独立性、本位主义、个人主义和违反纪律等问题，没有经常向西北局汇报请示工作，政策观念不强，在生产上有时与民争利、修建延安飞机场的工程进度滞后等。毛泽东召见萧劲光说：“留守兵团的工作是不错的，但我们不能就此满足。我对你们留守兵团的要求要高一点。不然，别人会说你们眼皮子底下的军队就这个样子，军队就得不到群众的拥护。”1943年春节，留守兵团首创了拥政爱民活动，地方政府也开展了热烈的拥军活动，这一传统沿袭至今。
八路军留守兵团（后方留守处）从成立至1942年6月，领导和指挥留守部队在陕甘宁边区进行了保卫黄河河防、肃清土匪和制止反共磨擦等斗争，开展了正规化建设和大生产运动。同日军进行大小战斗70余次，毙伤日军800余人；打退国民党顽固派的武装进攻171次，消灭顽军2000余人，缴枪3400余支；毙伤俘土匪900余人，基本上肃清了边区匪患；积极开展农副业生产，仅1939、1940两年就开荒4.68万亩，收粮74.9万公斤。

## 陕甘宁晋绥联防军抗战时期历史
为了统一陕甘宁与晋西北两个区域的军事指挥，中共中央革命军事委员会于1942年5月13日作出《关于成立陕甘宁晋绥联防军司令部的决定》。1942年5月19日中共中央任命高岗兼任陕甘宁留守兵团政委。1942年6月10日，陕甘宁晋绥联防军建立，贺龙为司令员，关向应为政治委员（病休，由西北局书记高岗代理），徐向前为副司令员兼参谋长，晋绥区委书记林枫为副政治委员（后谭政），參謀長曹里懷。联防军司令部设副官处、参谋处。联防军辖第一二○师兼晋绥军区、晋西北新军、留守兵团（辖警备第一旅兼关中分区、警备第三旅兼三边分区、第三八五旅兼陇东分区、八路军第三五九旅兼绥德警备区、骑兵旅、炮兵团和陕甘宁边区保安第一、第三、第四团）。
1942年9月15日为贯彻精兵简政，撤销了留守兵团机关，保留联防军司令部，对外称留守兵团司令部、政治部，“联防司令部名义对外一律免用”。萧劲光任联防军副司令，张经武任联防军参谋长，方强为联防军副政委兼政治部主任。陕甘宁晋绥联防军司令部军政研讨班教务处长罗钰如。
陕甘宁边区保安司令部改为警备第三旅，旅长贺晋年，政治委员王世泰、副旅长吴岱峰、黄罗斌，副政治委员吕振球，参谋长张文舟，政治部主任陈仁麒，下辖警备第七团，团长黄罗斌（兼），政治委员左爱；警备第八团，团长郭宝珊，政治委员高维嵩；警备第九团，团长罗源新，政治委员刘昌汉。1942年12月开赴三边防区。
1942年12月，联防军计辖8个旅（含第一二○师的4个旅）、6个军分区（其中三边、关中2个军分区由旅兼），另有1个河防司令部，1个抗大分校，2个独立团，3个保安团，共75307人。
1943年1月16日成立联防军政治部，留守兵团政治部并入，对外称八路军留守兵团政治部。军委总政治部副主任谭政兼联防军副政委兼联防军政治部主任，军委总政治部副主任傅钟兼任联防军政治部第一副主任，甘泗淇任第二副主任、张仲良任副主任。
- 秘书处：秘书长王东光、袁光、杜平，副处长张如洛
- 组织部长：傅钟（兼），副部长黄志勇
  - 组织科长：李贞
- 宣传教育部长萧向荣、副部长向仲华、张正光
- 锄奸部部长：欧阳毅，副部长钱益民
- 联络处长：栗又文
- 军法处长：甘泗淇兼，副处长何兰阶
- 总务处长：刘向三、熊有刚
- 直属政治部主任王赤军、邓飞，副主任苏启胜

张令彬任后勤部部长。设军需局、卫生部、军工局、供给部、兵站部、政治部。
1943～1944年，为准备粉碎国民党顽军对陕甘宁边区新的进攻，中共中央军委先后抽调晋绥第三五八旅、独立第一旅，晋冀鲁豫新编第四旅，晋察冀教导第一、第二旅开赴陕甘宁边区，归联防军建制。其中1944年增加了新编第四旅和教导第一旅、第二旅共13713人。
- 第三五八旅：1943年6月，旅率第七一六团、第八团从晋西北进入陕甘宁边区，集结在富县以西葫芦河一带。旅长张宗逊，政治委员李井泉，副旅长贺炳炎，副政治委员白坚，参谋长李夫克，政治部主任朱明。下辖第七团、第八团、第七一六团和游击第二支队。精简整编后辖第七一五团、第七一六团和第八团，全旅共4974人。后黄新廷任副旅长，廖汉生、杨秀山先后任副政治委员，伍晋南任政治部主任。1944年在驻地开展大生产运动，粮食蔬菜基本达到自给。1945年9月编入晋绥野战军，东渡黄河参加晋绥大反攻作战。黄新廷任旅长，余秋里任政治委员兼政治部主任，唐金龙任副旅长，方复生、何辉燕先后任参谋长。
- 独立第一旅：前身为冀中任丘大清河流域苟各庄、史各庄地区，以杨琪良、高万德为首的小知识分子、进步教员和青年学生组织的抗日武装，通过在新安、任丘两县交界地区组织抗日武装的王烈钧，与中共保属特委军事部副部长侯玉田和中央派来的红军干部、保属特委军事部长孟庆山取得联系，在苟各庄、宗家佐地区成立起百余人武装。河北游击军司令员孟庆山决定将以上群众武装整编为河北游击第14支队，委任高万德为支队长、杨琪良为政治主任。继而争取和推动高万德之父高士一（任丘有名士绅，称“高四爷”）参加组织抗日武装，至1937年10月底任丘县东北地区和雄县东南地区周围百余村庄相继成立起17个支队，共3000余人。侯玉田奉河北人民自卫军司令吕正操、政治主任李晓初之命到苟各庄，将部队改编为“河北人民自卫军第5路”，委任高士一为总指挥、杨琪良为政治主任，高万德为政治部副主任，总指挥部设在大苟各庄高士一的家中。至1938年3月第5路迅速发展到7000余人、枪5000余支，相继成立了司令部、政治部、供给部、卫生部，建立了政治工作制度，发展了一批党员，开办了军政干部学校和农民培训班。1938年4月初，吕正操亲临大苟各庄视察，并派张镜明、陆冠洲到该部担任副总指挥和参谋长。1938年6月第5路奉命改编为八路军第三纵队兼冀中军区独立第1支队，司令员高士一、政治主任杨琪良、政治部副主任高万德，指挥部由苟各庄移到史各庄。所属的霸县武装改编的独立旅2000余人编为1团，团长黄久征、政治主任解云清，驻苏桥和靳家堡地区；基本部队6个营1000余人改编为2团，团长韩溪泉、政治主任高万德，驻莫州；胜芳自卫团、苏桥武装商团共1400余人合编为3团，团长戈福生（胜芳商会会长）、政治主任李兰芳，驻胜芳。杨琪良、高万德抓政治整军，进行纪律教育，清理不纯分子，淘汰老弱病残，积极发展党员，建立各级党团组织。部队整顿后成为一支有组织有纪律的革命力量并继续向大清河下游发展。1938年9月20日，奉命改称冀中军区独立第4支队，团改称大队，并调整部署。1大队移驻保定以南张登镇，2大队移驻胜芳，3大队移驻高阳县石庄、旧城，支队部兼任丘警备司令部，由高阳县旧城移至任丘城内。10月，3大队开往安国和安平县李亲顾镇驻防。至1938年10月反围攻前，1年内共大小战斗30余次，毙伤俘敌937人，收复了雄县、霸县、苏桥等城镇。1938年11月至1939年2月，独4支队先后转战安国、博野、蠡县、清苑、高阳、任丘、河涧、肃宁地区，共进行大小战斗21次，毙伤俘敌753人，连续4次粉碎敌人“围攻”。1939年初，贺龙率领八路军第120师到冀中抗日根据地。高士一为了提升该部（此时称独立第四支队）的战斗力和军纪，主动要求上级首长派出一批老红军干部来支援自己。红三十二军政治部主任幸世修任支队政委。1939年2月杨琪良和幸世修的介绍高士一入党。3月19日，一二Ο师在转移中驻任丘城东阎家坞村，晚上，贺龙师长、关向应政委召集高士一、王尚荣、朱辉照等商议成立一二Ο师独立第一旅事宜。1939年3月，独立第四支队的3个团和八路军第一二〇师358旅715团（欠第三营）被合编为八路军第120师独立第一旅。旅辖第1、2、3、715等四个团，旅长高士一，政委朱辉照，副旅长王尚荣，副政委幸世修，政治部主任杨琪良。参加齐会战斗。1939年5月，第3团编入第2团。1939年9月，第1团编入第2团。1940年初，独一旅奉命开赴晋西北抗日根据地。1940年11月兼晋绥军区第四军分区。1942年11月调防陕甘宁边区，接防三五九旅兼任绥德警备区。旅长高士一，政治委员朱辉照/冼恒汉，副旅长王尚荣，参谋长谷志标，政治部主任杨琪良。辖第二团、第七一五团。1942年冬精简整编后辖第二团、第三团，共3672人，驻防米脂、佳县、绥德地区，开展大生产运动，能自给一半以上。后绥德地委书记习仲勋兼任旅政治委员，朱辉照改任副政治委员，贾陶任参谋长，金如柏任政治部主任。1943年独一旅在高士一带领下在边界搞互换贸易，物资有保障。延安流传：三五九旅是“大地主”，有地有粮；独一旅是“大资本家”，有钱有货。1943年4月高士一入中央党校学习，以年仅五十为由主动辞去旅长职务，后任中央党校专管生产工作的秘书处处长，解放战争时任晋绥军区后勤部副部长、第一野战军后勤部运输部部长、陕甘宁边区交通厅厅长接管西北交通系统军代表、西北军政委员会财政经济委员会副秘书长、西北建筑工程总局副局长等职，1961年调北京任国务院参事室参事。1943年6月第715团调回第358旅，独2旅714团调归独1旅。1943年11月，晋绥第32团调归独1旅，1945年第32团调归独2旅。1945年9月独一旅编入晋绥野战军东渡黄河开赴察绥大反攻前线，旅长王尚荣，政治委员朱辉照，副旅长傅传作，贾陶、李书茂先后任参谋长，杨琪良任政治部主任，旅辖第七一四团、第二团、第三十五团。
- 教导第一旅。1944年八路军冀鲁豫军区奉中共中央军委命令，抽调第三、第十一、第十六、第十九、第三十二团和回民支队，组成西进支队，开赴陕北，1944年4月下旬到达甘泉县，部队分别驻清泉镇、三岔口、麻子街、李庄沟等地。8月，西进支队改称教导第一旅。11月，教导第一旅进行整编，第九、第十一、第三团合编为第一团；第十六、第三十二团合编为第二团，另辖回民支队，共4818人。旅长杨得志，政治委员张仲良，副旅长赵承金，参谋长李英武，政治部主任邱先通。农业生产粮食达到全年自给，副业生产超额完成了计划。第二团于1945年11月调到热河地区编入热辽纵队。1946年3至4月，教导第一旅奉命与教导第二旅合编为教导旅。
- 教导第二旅。1944年初，八路军晋察冀军区的第一、第五、第九、第三十四团和独立团、骑兵团组成机动旅，于2、3月开赴陕北地区编入陕甘宁晋绥联防军。1944年秋改称教导第二旅，旅长黄永胜，政治委员邓华，参谋长陶汉章，政治部主任袁升平。旅辖第一、第五、第九、第三十四团和骑兵团、独立团等6个团，共4750人。驻防于洛河川东起王家坪，西至瓦子川一带。1945年初，奉命调防金盆湾接替第三五九旅所担负的警戒任务。1945年该旅一部参加了爷台山反击战。抗战胜利后，旅长黄永胜率领1个团于1945年11月到达热河，编入热辽纵队。1946年4月，在陕北的该旅与教导第一旅合编为教导旅。
- 新编第四旅：辖第七七一团、第十六团，1943年冬调入陕甘宁边区。1944年第二十五团由晋冀鲁豫调入该旅，全旅4145人，布防在金盆湾地区。旅长王近山，政治委员徐立清，副旅长兼参谋长张贤约，政治部主任黄振棠。1945年农副业生产完成了百分之七十的自给任务。1946年3月4日部队精简整编，第二十五团撤销，人员分别编入第七七一团和第十六团，旅长张贤约，政治委员徐立清，副政治委员黄振棠，参谋长程悦长，政治部主任赵光远。
- 骑兵旅。1942年10月，由原留守兵团直属骑兵团、保安骑兵团、第三五九旅骑兵大队合编而成，旅辖5个骑兵连，1个教导队，共676人，驻防鄜县葫芦河地区。旅长康健民，政治委员朱子休（朱子修），副旅长孔令甫，政治部主任袁光，参谋长茹鹏九（1948年荔北战役时任三五八旅七一四团参谋长牺牲）。1945年9月，进入大青山地区作战。

1943年，留守兵团开荒近20万亩，收细粮465万公斤，种蔬菜1650万公斤，织布1.3万余匹，养猪1万余头，商业获利7.3亿余元（边区纸币）。
1945年9月初，贺龙、李井泉率独立第一旅和第三五八旅，由陕甘宁边区东渡黄河，参加大反攻。王世泰代理陕甘宁晋绥联防军司令员。
联防军直属炮兵团、保安第一团、保安第三团、保安第四团，是于1942年6月随留守兵团编入陕甘宁晋绥联防军的。
- 炮兵团团长兼政治委员邱创成，1942年冬整编后全团为781人
- 保安第一团团长刘懋功，政治委员杨中行，该团在1942年冬的整编中编入警备第一旅第三团
- 保安第三团团长陈国栋，该团在1942年冬的整编中编入警备第一旅第三团
- 保安第四团团长杨文谟，政治委员王再兴，该团在1942年的整编中编入警备第三旅警备第七团。

## 陕甘宁晋绥联防军及军区历史
1945年8月日本宣布投降后，为适应抗日战争大反攻的需要，1945年8月11日中共中央军委命令成立晋绥野战军，贺龙为司令员，关向应兼政治委员（因病未到职，后李井泉），张宗逊任副司令员，李井泉任副政治委员，张经武任参谋长(后许光达代)，甘泗淇任政治部主任(后孙志远)， 副参谋长李夫克，政治部副主任冼恒汉。下辖第358旅、独立第l、第2、第3旅和以后成立的独立第4、第5旅。1945年8月21日，晋绥军区从陕甘宁晋绥联防军建制内调出，由贺龙、李井泉统一指挥，直属中央军委领导。驻陕甘宁边区部队仍属陕甘宁晋绥联防军的建制，司令员贺龙在晋绥前线，由王世泰代联防军司令员；政委关向应因病不能坚持工作，由高岗兼代政治委员，徐向前任副司令员，谭政任副政治委员。不久，高岗、谭政先后调赴东北工作，徐向前调晋冀鲁豫军区，联防军代司令员王世泰，政治委员习仲勋兼，副司令员王维舟、阎揆要，参谋长张文舟。联防军下辖：
- 教导第一旅：旅长罗元发
- 新编第四旅：旅长张贤约，政治委员徐立清
- 关中军分区兼警备第一旅：旅长高锦纯，政治委员张德生
- 三边军分区兼警备第三旅：旅长贺晋年
- 陇东军分区兼第三八五旅：旅长王维舟兼，政治委员马文瑞兼
- 延属军分区兼教导第二旅：旅长黄永胜，政治委员邓华
- 绥德军分区（警备区）：司令员兼政治委员王季龙
- 新编第十一旅：旅长曹又参（1945年10月25日安边起义部队）

1946年4月，陕甘宁晋绥联防军在和平民主新时期的裁军潮流下，裁减了两个旅部、十个团、十二个营、六十七个连，复员干部战士2700余人。其中教导第一、第二旅合编为教导旅，部队由五个团缩编为二个团；将三八五旅留在边区的部队并入警备第三旅，部队由五个团缩编为三个团，新编第四旅为二个团。警一旅为二个团（实际只有半个团）。整编后的陕甘宁晋绥联防军司令员王世泰（代），政治委员习仲勋（代），副司令员王维舟、阎揆要，副政治委员张仲良，参谋长张文舟，政治部主任徐立清，下辖五个旅、五个军分区。
- 警一旅 两个团（4251人）旅长兼政委高锦纯
- 警三旅 三个团（8216人）旅长黄罗斌，政委 李鹤邦
- 新四旅 两个团（3441人）旅长张贤约，政委 徐立清
- 教导旅 两个团（5236人）旅长兼政委罗元发
- 新编第十一旅两个团（2222人）旅长曹又参，政委 高峰兼
- 直属山炮营（442人）

1946年10月，横山起义部队改编为西北民主联军骑兵第六师，师长胡景铎，列入陕甘宁晋绥联防军序列。
第二次国共内战时期，陕甘宁晋绥联防军于1948年2月6日改称为陕甘宁晋绥联防军区。
- 司令员贺龙
- 政治委员习仲勋
- 副司令员王维舟、阎揆要
- 副政治委员王维舟、张仲良
- 参谋长张经武
- 副参谋长朱早观
- 政治部主任李卓然
- 第1（延属）军分区：郭宝珊任司令员，李景膺任政治委员；
- 第2（绥德）军分区：张达志任司令员，张邦英任政治委员；
- 第3（三边）军分区：曹又参任司令员，郭炳坤任政治委员；
- 第4（陇东）军分区：徐国珍代司令员，李合邦任政治委员；
- 第5（关中）军分区：陈国栋任司令员，赵伯平任政治委员；
- 第6（黄龙）军分区：牛书申任司令员，张自修任政治委员；
- 第7（西府）军分区：1948年4月23日，以西府游击队为基础成立。赵伯经任司令员，李景膺任政治委员。
- 晋绥军区：陈漫远任司令员，张子意任政治委员（辖第1、第2、第3、第6军分区）
- 吕梁军区：彭绍辉任司令员，罗贵波任政治委员（辖第8、第9、第10军分区）
- 绥蒙军区：姚喆任司令员，高克林任政治委员（辖骑兵旅）。
- 警备第4旅：1948年4月16日组建。郭宝珊任旅长，牛书申任政治委员。
- 骑兵第2旅：1948年6月30日绥蒙军区骑兵旅第2团、晋绥11分区骑兵团等调陕北组建。王智任旅长，王再兴任政治委员。

1949年2月1日，陕甘宁晋绥联防军区整编为中国人民解放军西北军区。

## 序列

### 抗战初期
1937年12月，留守兵团召开了第一次兵团首长会议。这次会议，颁布命令取消过去各单位杂乱的番号，实行新的编制序列，配齐了政治委员，将留守部队编为：
- 警备一团：陕北红二十七军、红十五军团八十一师。团长贺晋年、政委钟汉华
- 警备二团：陕北红二十九军。团长周球保、政委甘谓汉
- 警备三团：陕北黄河游击师、红三十军。团长阎红彦，政委杜平
- 警备四团：陕南红七十四师。团长陈先瑞，政委刘国桢
- 警备五团：陕北红军独立一师、八路军一二〇师特务营。团长白志文、政委李宗贵
- 警备六团：陕北红军独立二师、八路军第一二〇师工兵营。团长王兆相、政委张达志
- 警备七团：1936年7月在环县曲子镇成立陕甘宁独立师，师长姚喆，政委黎林，参谋长尹国赤，政治部主任周志刚，下辖一、三、四团，一团由红二十九军二五七团改编，三团由陕甘军事部独立第三团改编，四团由东华池独立营改编。后编为第一二九师工兵营。团长尹国赤、政委刘随春
- 警备八团：红九军团。团长文年生、政委帅荣
- 七七〇团：团长张才千、政委肖元礼
- 绥德警备区：司令员陈奇涵，参谋长毕占云
- 鄜甘独立营：第129师辎重营。营长郭宝珊，政委慕生忠
- 骑兵营：营长孔令甫，教导员刘永源

1939年10月,八路军总部炮兵团与鄜甘独立营合编为军委特务团，团长匡裕民

### 1941年底序列
共3.4万余人
- 第三八五旅（辖第七七0团、警备第二团、第七团）
- 第三五九旅（辖第七一七团、第七一八团、第七一九团、特务团、补训团）
- 警备第一旅（辖警备第三团、第四团、第八团、特务团）
- 警备第一团
- 警备第五团
- 骑兵团
- 关中警备司令部（辖保安第一团、保安第三团）
- 保安司令部（辖保安第二团、第四团、骑兵团）

### 陕甘宁边区保安司令部
1937年8月15日，根据中共中央革命军事委员会决定，陕甘宁省军事部改称陕甘宁边区保安司令部，高岗任司令员，周兴任副司令员，谭希林任参谋长，吕振球任政治部主任，辖关中、庆环、三边、神府分区和10个基干保安大队，23个县保安大队，2万余基干自卫军及直属营连。保安司令部机关驻延安。
1938年4月，将各基干保安大队改编为独立营：关中分区第一、第二保安大队改编为独立第一、第二营；第三保安大队和延川、固临（新设县）保安大队合编为独立第三营；保安、安定警卫连和第四保安大队合编为独立第四营；庆环分区第五保安大队改编为独立第五营；神府分区第六保安大队改编为独立第六营；三边分区保安大队改编为独立第七营；靖边、安塞保安大队改编为独立第八营；延川、延长保安大队改编为独立第九营；庆环分区骑兵营和三边分区蒙汉骑兵营合编为三边骑兵营。共4115人，长短枪2858支，轻机枪77挺。
1938年10月，王世泰任副司令员。1939年，黄罗斌任参谋长。1939年底，独立第六营与宋家川、介休巡查大队及老君殿游击队合编为保安司令部第一团（后改称保安第四团）；1940年初，将独立第四、第八营合编为保安第二团；1941年2月，将独立第一、第二、第三营合编为新的保安第一团；将赤淳保安队和陕西工委留守处警卫第五营及关中青年营合编为保安第三团；将三边分区骑兵营与昭盟骑兵营合编为骑兵团。保安第一团团长刘懋功，政治委员杨中行；保安第二团团长贺吉祥，政治委员黄永辉；保安第三团团长张国栋；保安第四团团长杨文谟（代），政治委员王再兴；骑兵团团长康健民，政治委员郭炳坤。整个保安部队5299人，各种枪2900余支。

### 延属军分区
教导第二旅兼延属军分区。旅长司令员兼政治委员罗元发，副旅长邱蔚，副政治委员李景膺、饶正锡；

### 绥德军分区
1937年10月成立绥德警备司令部。司令员吴岱峰，政治委员白治民，副政治委员高朗亭，参谋长李治洲，政治部主任高朗亭（兼）。1939年10月，第三五九旅率第七一七团、第七一八团（平山独立团改称）由晋察冀边区返回陕甘宁边区，接替绥德警备区防务；1939年12月，以绥德警备司令部为基础成立警备第一旅，辖警备第三团、警备第八团，调防关中地区。

### 三边军分区
陕甘宁边区保安司令部改为警备第三旅，旅长贺晋年，政治委员王世泰、副旅长吴岱峰、黄罗斌，副政治委员吕振球，参谋长张文舟，政治部主任陈仁麒，下辖警备第七团，团长黄罗斌（兼），政治委员左爱；警备第八团，团长郭宝珊，政治委员高维嵩；警备第九团，团长罗源新，政治委员刘昌汉。1942年12月开赴三边防区。警备第三旅兼陇东警备区。警备第三旅于1942年10月1日由保安司令部改称，贺晋年任旅长，王世泰任政治委员，吴岱峰、黄罗斌任副旅长，吕振球任副政治委员，张文舟任参谋长，陈仁麒任政治部主任。下辖警备第七团（1942年10月组成）、警备第八团（1942年10月由保安第五团改称）、警备第九团（1942年10月由保安第二团改称）。全旅共3694人，驻防定边地区。同年冬整编后兼三边军分区。1943年根据联防军赋予的任务，第八团开赴甘泉县清泉沟屯田垦荒，在三年大生产运动中，超额完成了粮食生产等任务，出现了一批劳动英雄，第八团二连战士郝树才成为开荒典型，被誉为“气死牛”，毛泽东等中央领导亲自给他奖励了纪念品。1946年3月至4月部队进行整编，第三八五旅并入警备第三旅，旅兼陇东警备区。黄罗斌任旅长，李合邦任政治委员，郭炳坤任副政治委员，高维嵩任政治部主任。旅辖第五团、第七团、第八团。 
1945年10月27日发动“安边起义”，新编第11旅旅直五百多人、第一团官兵一千五百多人投奔八路军三边军分区。曹又参担任旅长，牛化东为副旅长，赵级三为第一团团长，李树林（李友竹）为第二团团长。
1946年4月新编第十一旅兼三边军分区，旅长司令员曹又参，政治委员高峰，副旅长副司令员郭宝珊、牛化东，参谋长白寿康，政治部主任杨林；
1947年3月，宁马马鸿逵配合胡宗南部进攻延安，出兵14000多人进攻三边。三边分区辖新十一旅的一团、二团、以及警八团共有4000多人。3月21日，宁马侵占盐池县，驻盐池的新十一旅一团退回定边。4月3日警八团在定边县南滩上下暗门战斗，副团长王正川和重伤员七十多人被俘；团政治处主任李晓初、二营教导员李腾辉、三营教导员张树元及连、排、班干部与战士一百二十余人阵亡；一营营长孙长富、三营营长刘玉珠等三百余人负伤；近百人失踪。武器损失有八二迫击炮三门，机步枪二百余支，无线电发报机一台，最后尚存四五百人。三边分区党政军退到定边南山。1947年4月中旬在吴旗县三区姚家坬，新十一旅第一团（4个连）在团长赵级三带领叛变，团政委高波、三边文工团团长丁光明被扣押移交给马鸿逵、押送南京。新十一旅副旅长柴明堂和旅部副官屈满满、二团一营营长许万海以及该营高连、李连等亦欲伺机反叛，被发觉后第二团团长李友竹、三边军分区副司令员牛化东果断处置，柴明堂、屈满满逃走，许万海及高、李两个连长被击毙。1947年4月底，警八团并入新十一旅第二团，撤销了新十一旅和一团的番号，二团团长李友竹、政委惠世恭/王世杰，一营营长高宜之，二营营长王金章、教导员袁生忠，三营营长刘玉珠。 1948年夏，又将合并后的二团分编为二团和八团。二团后调入张达志的警二旅，改为五团，因为原来的第五团部入王世泰的四纵。
1949年三边军分区辖主力二团、（伊克昭盟）回汉支队、安边游击一大队、定边游击二大队、靖边游击三大队。1949年年底，三边军分区奉命改编为宁夏军区。   

### 陇东军分区
第三八五旅兼陇东军分区。第三八五旅。第三八五旅于1942年6月编入陕甘宁晋绥联防军，王维舟任旅长，甘渭汉任政治委员，耿飚任副旅长兼参谋长，谢扶民任政治部主任。下辖第七七○团、第二团、第七团，驻防合水、庆阳一带。同年冬进行精简整编后马文瑞任政治委员，陈伯钧任副旅长，方强、冼恒汉任副政治委员，贺庆积任参谋长，刘随春任政治部主任。下辖警备第四团（由原警备第二团和边区保安独立第五营合编而成，驻环县、曲子地区）、警备第五团（由原警备第七团和合水县保安大队合编，驻西华池地区）、第七七○团（建制未变，驻白马铺、驿马关地区），全旅4957人。整编后该旅兼陇东军分区，管辖指挥各独立团、营及保安大队。1943年，该旅在华池县大风川屯田垦荒，在天子崤办农场。1945年初，第七七○团奉命编入豫西抗日游击第三支队，由王树声等率领从陕甘宁边区开赴豫西。在1946年的精简整编中，该旅并入警备第三旅。1946年4月警备第三旅（兼陇东军分区），旅长司令员黄罗斌，政治委员李合邦，副政治委员郭炳坤，政治部主任高维嵩。一1947年年底，警三旅编入西野第四纵队，陇东军分区改为陕甘宁第四军分区，司令员由徐国珍代理。辖第十三团，其骨干是原警三旅留下的警七团第一营，在这个营的基础上，编入庆阳、镇原、曲子、环县四个县的警卫队和在镇原、合水招募的约五百名新兵以及四个地方游击队而成，团长陈应堂。第十四团是华池、曲子两县独立营及华池、曲子各县的独立游击队于1949年2月合编而成。骑兵团是1941年西海固回民起义军残部编成的骑兵独立团，原来的两个连扩编为四个连。

### 关中军分区
1937年10月，关中分区司令员张仲良，政委习仲勋（兼），参谋长先是唐焕亭，后是齐渭川，政工科（即政治部）科长谢兴发。辖三个保安大队。
- 保安第一大队大队长何立保，政委桂生芳。
- 保安第二大队：驻杨坡头，大队长张占云，政委是杨大有，下属四、五、六个中队。
- 保安第三大队：吴堡独立团带下来一个营，驻东店头，大队长贺吉祥/李起贤，副大队长是李起贤/吴志升，政委陈克功。
- 陕西省委警卫队改编为独立五营

1938年6月三个保安大队合编为关中保安第一团，团长刘懋功，副团长张占云，政委杨重行，参谋长李起贤，政治部主任王四海。
1939年8月成立关中警备司令部。
1939年12月以绥德警备区司令部为基础，成立警备第一旅，文年生任旅长，阎红彦任政治委员，欧阳家祥任参谋长。旅辖警备第三、第八团，调防关中地区。1941年陈先瑞任副旅长，5月和10月，警备第四团和留守兵团特务团先后编入该旅。至1941年底，警备第三团团长傅忠海；警备第四团团长陈先瑞（兼），政治委员宋金华；警备第八团团长龙将元，政治委员余非；特务团团长刘国祯，政治委员袁光。全旅共5337人，长短枪2441支，轻机枪149挺，重机枪16挺，迫击炮3门，山炮3门。 
关中警备司令部。1941年8月8日成立，由警备第一旅旅长文年生兼司令员，习仲勋兼政治委员，张仲良、汪锋任副司令员。8月27日牛书申任政治部主任。保安司令部所辖之保安第一、第三团划归关中警备司令部建制。共2376人，各种枪1500余支。
1942年6月，警备第一旅编入陕甘宁晋绥联防军。年底，警备第一旅与关中分区保安司令部合并，称警备第一旅兼关中警备司令部。1943年3月，原关中保安第一、第三团合编为警备第三团。这时，警备第一旅兼关中警备区辖警备第一、第二、第三团和由原关中分区保安司令部所辖的赤水、淳耀、新宁、新正4个保安大队及中宜保安中队编成的保安纵队，共6389人。旅机关驻新正县马栏镇（今属旬邑县），所属部队一部分负责关中防务，一部分投入农副业生产。从旅与关中分区保安司令部合并至1945年，文年生、王世泰先后任司令员，张德生任政治委员，汪锋、王近山、杨拯民先后任副司令员，晏福生、徐立清先后任副政治委员，欧阳稼祥、刘懋功先后任参谋长，杜平、牛书申先后任政治部主任。1945年6月18日，旅一部组成八路军第三游击支队，由文年生、雷经天率领，挺进豫湘粤，进至河南省新安地区时，日本投降，遂转赴东北。1946年3月至4月间，旅进行精简整编，撤销了第三团建制。整编后高锦纯任旅长兼政治委员，陈国栋任副旅长，牛书申任副政治委员，刘懋功任参谋长，李宗贵任政治部主任。旅仍兼关中警备区。 
1941年8月，陈先瑞的警四团和特务团一起划入文年生的警一旅建制。陈先瑞任副旅长兼警四团团长。关中分区司令员是张仲良，政治部主任牛书申，参谋长李治周。1941年10月成立关中警备司令部，司令员文年生，政委习仲勋。辖保安第一团、保安第三团。关中保第一团由关中军分区3个保安大队合编，刘懋功任团长，参谋长李起贤，政委杨忠行，政治部主任王四海。副团长张占云。关中保安第三团是1940年冬成立的青年营和陕西省委特务连和淳耀游击队合编，团长陈国栋，政委汪宏清，副团长罗春生，参谋长孟浩，政治部主任秋宏。
1943年1月精兵简政时，将关中警备司令部改编为警备第一旅兼关中军分区，司令员兼旅长文年生，政委张德生（地委书记），专员张仲良，副专员张鹏图，副司令员汪锋、陈先瑞，副政委晏福生，参谋长欧阳家祥，政治部主任杜平，副主任牛书申。。全旅共6389人（含保安纵队583人）。下辖：
- 警备第一团：关中保安司令部保一团改为关中警备区第一团（简称关警一团）。这个团是刚由关中三个独立营整编组建的，都是红军的老底子。团长刘懋功，政委杨中行是红四方面军的老红军，从神府调延安后和刘懋功一起调来，参谋长是李启贤，政治处主任是刘懋功的老战友王四海，后勤处长是冯茂青。1943年1月警八团（红九军团）与保四团以及警三团两个营为新的警一团
- 警备第二团：1943年1月警四团（陕南红七十四师）与警三团一部合编为新的警二团。
- 警备第三团：保一、三团合编为关中警三团，团部仍驻阳坡头。原保一团团长刘懋功任团长，牛书申、李赤然、陈发宏先后任政委，孙光为副团长，参谋长李起贤，政治部主任惠世恭。
- 保安纵队：原保三团团长陈国栋任纵队长，杨伯伦为政委，1945年6月调于占彪为副纵队长，参谋长牛岗，政治部主任王四海。赤水、淳耀、新宁、新正四个保安大队及中宜保安中队

驻守关中分区的警备一团、二团先后由陈先瑞和文年生率领，组成豫西抗日游击第三支队和八路军游击第三支队，分别于1945年5月以后开赴豫西和河南新安地区。关中分区司令部实际上只留下警备三团，另外就是保安纵队。之后，保安纵队和各县保安中队分别改编为警备第一、第二团。
1946年3月起,警备第一旅旅长兼关中军分区司令员王世泰调往陕甘宁晋绥联防军司令部工作,高锦纯接任司令员兼旅长。共6389人
- 警备第一团：保安纵队的赤水、淳耀两个保安大队改编。团长曹致山，政委郭廷范/王秉祥 辖两个营；撤销了第一团建制。一团被合并到三团作第三营；
- 警备第二团：保安纵队的新宁、新正两个保安大队改编 团长于占彪、政治委员杨伯伦/刘永培/许尚志，副团长王荣、参谋长曹志山/石中玉、政治处主任胡炳坤/高登明
- 警备第三团：1943年1月保一、三团合编为关中警三团。团长张占云、政委曹光志。第一营是红军营。九岘西洼战斗中这个两千多人的主力团只剩下两百余人，后来收容了近五百人。1947年1月，三团领导进行更换：葛海洲接任团长，曹光之接任政委，副团长李荣芝，参谋长姚知一，政治处主任陈克功。葛海洲曾经担任九旅二十五团团长、新四旅二十五团团长、七七一团副团长。一营营长贾德全、一营教导员李锡贵；二营营长郭振海、二营教导员秦茂芳；三营营长马成林、三营教导员崔元平。1947年7月，警三团随警一旅部南下关中，在雕灵关战斗中部队伤亡较大，尤其是第二营伤亡更大，故将第二营编散编入第一营和第三营，将关中南线指挥部第一营调补到三团作为第二营。警三团是西野第四纵队的头等主力团队。1952年6月，第十师三十团编入第十一师为十一师三十团，1953年4月，根据总部命令调整部队番号，三十团改称为三十一团。

1946年4月，警备第一旅兼关中军分区，旅长兼司令员高锦纯，政委张德生兼，副旅长陈国栋、副政治委员牛书申，参谋长汪锋/刘懋功，政治部主任左爱/李宗贵，共六千三百八十九人。旅机关驻新正县马栏镇。警一旅三团三营拨归关中南线指挥部。1946年8月警一团被合并到三团作第三营；
1946年8月组建“西府游击支队”，三百多人，赵伯经任支队司令员兼政治委员，副司令员由警一旅参谋长刘懋功担任。配备电台。隐蔽时期进入边区的八十余名西府籍党员组成干部队，随同西府游击支队行动。成立了赵伯经任书记的西府工委随支队行动。1946年8月下旬，西府游击支队离开旬邑县马栏，涉渡泾河，越过国民党部队封锁线，向南急进。游击支队到达麟游县崔木乡时，共产党员、常乐保保长石万钧带领保警班十三人加入西府游击支队，被编为常乐游击队。8月26日，西府游击支队到达麟游南部的火石山。9月底，游击支队在安舒庄与追击三五九旅的敌三十八师遭遇。三十八师以为是寻找多日的三五九旅主力，以三个团追击堵截。10月上旬回撤边区，部队回归建制，西府游击支队番号撤销。西府工委机关和干部队同时撤回。

### 黄龙军分区
1946年10月调警备一旅老三团史景林（一营副营长兼二连连长）、王怀西、王根发、萧秉公，旅供给部王忠山、教导团张鸣一等军事干部组建黄龙军分区，受中共洛川特委领导，驻富县枣村。1947年2月在黄陵县双龙镇集中中部县、宜君县、洛川县、富县、宜川县、韩城县、合阳县、澄城县、白水县地方武装组建了雁门支队、黄龙支队、洛川支队、中部大队和宜川大队。1947年5月分区驻富县的大申号村（县城西北）。
- 司令员王宝珊、牛书申、马万里
- 政委强自修、黑志德、王俊
- 副司令员王宝珊
- 参谋长吴子明
- 政治部主任秦武山
- 雁门支队
- 黄龙支队 支队长史景林 副政委田德霖/吉文超，设党总支、作战顾、民运股、后勤股、侦察参谋、通信参谋、警通排。几个月后发展到鼎盛时期，1500人，支队设机炮中队，每个大队有1、2挺重机枪。1948年4月，黄龙支队一千多人在白马滩安河村整编为直属第一（延属）军分区兼警四旅第12团。后发展为中国人民解放军第四军第12师第34团。
  - 三大队：大队长张清杰，教导员史建堂，副大队长王大劲，辖第1、2、3中队共180人
  - 十五大队：大队长姚金山，教导营刘善斌（1947年10月夜袭小寺庄战斗牺牲），副大队长夏建忠（后叛变）。辖第1、2中队共160人。
- 洛川支队
- 中部大队
- 宜川大队